# Die Hämelschen Kinder

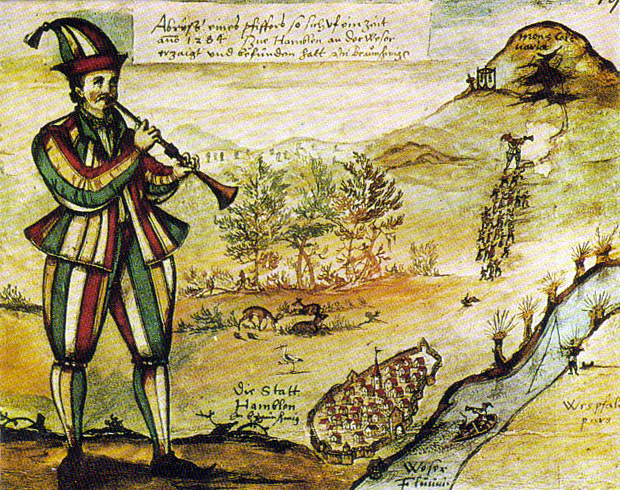
Augustin von Moersperg (1592): Hameln, Glasfenster der
Marktkirche St. Nikolai: Rattenfänger

Die Hämelschen Kinder ist eine historische Novelle von Wilhelm Raabe, die im März 1863 entstand und im selben Jahr in der Zeitschrift „Die Maje“ bei Julius Niedner in Wiesbaden erschien. Die Buchausgabe kam 1869 bei Eduard Hallberger in Stuttgart innerhalb der Sammlung „Der Regenbogen“ heraus. Nachauflagen hat Raabe 1896, 1901 und 1905 erlebt. Meyen nennt sieben Besprechungen aus den Jahren 1870 bis 1966.
Nach Hoppe soll Raabes Variante der Rattenfänger-Sage auf Christian Friedrich Feins „Die entlarvete Fabel vom Ausgange der Hämelschen Kinder“ (Hannover 1749) fußen. Hoppe rechnet Feins Werk der Aufklärung zu.

## Inhalt
Für den 1. Mai 1258 verbietet der Rat zu Hameln die Musik zum Maienfest aus gutem Grund. Heinrich IV. von Erthal, Abt zu Fulda, hat die Stadt an Wedekind, Bischof zu Minden, verschachert. Die Maienkönigin Athela, Tochter des Bürgermeisters, zieht mit dem Maienkönig Floris und ihrem jugendlichen Gefolge am 1. Mai aus der ummauerten Stadt Hameln hinaus in den nahen grünenden Wald.
Der Wende Kiza tritt aus dem Gebüsch und spielt den Tanzenden mit seiner Pfeife auf.
Während des Sommers 1258 dauern die Fehden der Hamelner gegen das Hochstift Minden an. Die Kämpfe ruhen sodann während des Winters.
Kiza, der den Maientänzern in die Stadt Hameln gefolgt ist, darf auf einem elenden Strohlager unterm Rathaus überwintern. Das Maienfest 1259 wird auf dem Marktplatz gefeiert. Wieder spielt Kiza auf und küsst Athela. Die öffentliche, einseitige Liebesbezeigung wird nicht geduldet. Der Spielmann wird aus der Stadt geworfen und halb bewusstlos geprügelt. Für die Schmach rächt sich Kiza. Am 28. Juli 1259 lockt er 130 Söhne der Stadt Hameln bei Sedemünder (Raabe schreibt Sedermünde) in einen Hinterhalt. Zwar ersticht Floris Kiza angesichts des Verrats, doch die Mannen des Bischofs Wedekind bringen in der Schlacht bei Sedemünder alle jungen Hamelner Krieger um.

## Ausgaben

### Erstausgabe
- Der Regenbogen. Sieben Erzählungen von Wilhelm Raabe. Hallberger, Stuttgart 1869. Bd. 1 enthält Die Hämelschen Kinder. Else von der Tanne. Keltische Knochen. Sankt Thomas (Novelle)

### Verwendete Ausgabe
- Die Hämelschen Kinder. S. 121–158. Mit einem Anhang, verfasst von Karl Hoppe, S. 446–454 in Karl Hoppe (Bearb.), Hans Oppermann (Bearb.), Hans Plischke (Bearb.): Erzählungen. Das letzte Recht. Eine Grabrede aus dem Jahre 1609. Holunderblüte. Die Hämelschen Kinder. Else von der Tanne. Keltische Knochen. Drei Federn.  Vandenhoeck & Ruprecht, Göttingen 1974. Bd. 9.1 (2. Aufl., besorgt von Karl Hoppe und Rosemarie Schillemeit), ISBN 3-525-20118-4 in Hoppe (Hrsg.), Jost Schillemeit (Hrsg.), Hans Oppermann (Hrsg.), Kurt Schreinert (Hrsg.): Wilhelm Raabe. Sämtliche Werke. Braunschweiger Ausgabe. 24 Bde.